# Дерби (Канзас)
Дерби (англ. Derby) — город, расположенный в округе Седжуик (штат Канзас, США) с населением 25 625 человек по статистическим данным переписи 2020 года.

## География
По данным Бюро переписи населения США город Дерби имеет общую площадь в 24,86 квадратных километров, из которых 24,76 кв. километров занимает земля и 0,1 кв. километров — вода. Площадь водных ресурсов округа составляет 0,4 % от всей его площади.
Город Дерби расположен на высоте 394 метра над уровнем моря.

## Демография
По данным переписи населения 2000 года в Дерби проживало 17 807 человек, 4969 семей, насчитывалось 6196 домашних хозяйств и 6407 жилых домов. Средняя плотность населения составляла около 894,9 человек на один квадратный километр. Расовый состав Дерби по данным переписи распределился следующим образом: 94,02 % белых, 1,33 % — чёрных или афроамериканцев, 0,78 % — коренных американцев, 1,01 % — азиатов, 0,14 % — выходцев с тихоокеанских островов, 1,79 % — представителей смешанных рас, 0,94 % — других народностей. Испаноговорящие составили 2,99 % от всех жителей города.
Из 6196 домашних хозяйств в 44,5 % — воспитывали детей в возрасте до 18 лет, 67,8 % представляли собой совместно проживающие супружеские пары, в 9,1 % семей женщины проживали без мужей, 19,8 % не имели семей. 17,6 % от общего числа семей на момент переписи жили самостоятельно, при этом 7,7 % составили одинокие пожилые люди в возрасте 65 лет и старше. Средний размер домашнего хозяйства составил 2,85 человек, а средний размер семьи — 3,24 человек.
Население города по возрастному диапазону по данным переписи 2000 года распределилось следующим образом: 32,2 % — жители младше 18 лет, 6,8 % — между 18 и 24 годами, 29,4 % — от 25 до 44 лет, 21,7 % — от 45 до 64 лет и 10 % — в возрасте 65 лет и старше. Средний возраст жителей составил 35 лет. На каждые 100 женщин в Дерби приходилось 92,5 мужчин, при этом на каждые сто женщин 18 лет и старше приходилось 89,6 мужчин также старше 18 лет.
Средний доход на одно домашнее хозяйство в городе составил 58 508 долларов США, а средний доход на одну семью — 66 476 долларов. При этом мужчины имели средний доход в 47 716 долларов США в год против 27 478 долларов среднегодового дохода у женщин. Доход на душу населения в городе составил 22 779 долларов в год. 1,4 % от всего числа семей в городе и 2,1 % от всей численности населения находилось на момент переписи населения за чертой бедности, при этом 1,8 % из них были моложе 18 лет и 2,7 % — в возрасте 65 лет и старше.